# Honoré Sausse

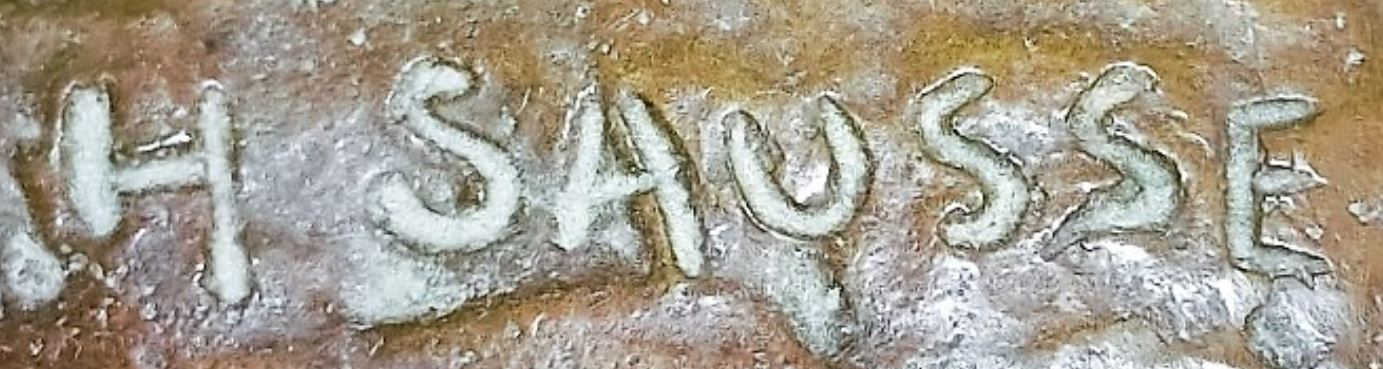
Signatur Honoré Sausse

Honoré Gabriel Martial Sausse  (* 31. Januar 1891 in Toulon, Frankreich; † 1936) war ein französischer Bildhauer.

## Leben
Honoré Sausse war der Sohn eines Zimmermannsmeisters und ein Schüler von Jules Coutan.
Ab 1911 stellte er in Paris auf dem Salon der Société des Artistes Français aus, deren Mitglied er war. Hier wurde er 1930 mit einer Bronzemedaille ausgezeichnet.
Sausse lebte in Paris in 5, Rue de Seine. Am 19. Mai 1917 heiratete er J. Louise Bastiien in Neufchâteau (Neufchâteau).

## Werke (Auswahl)

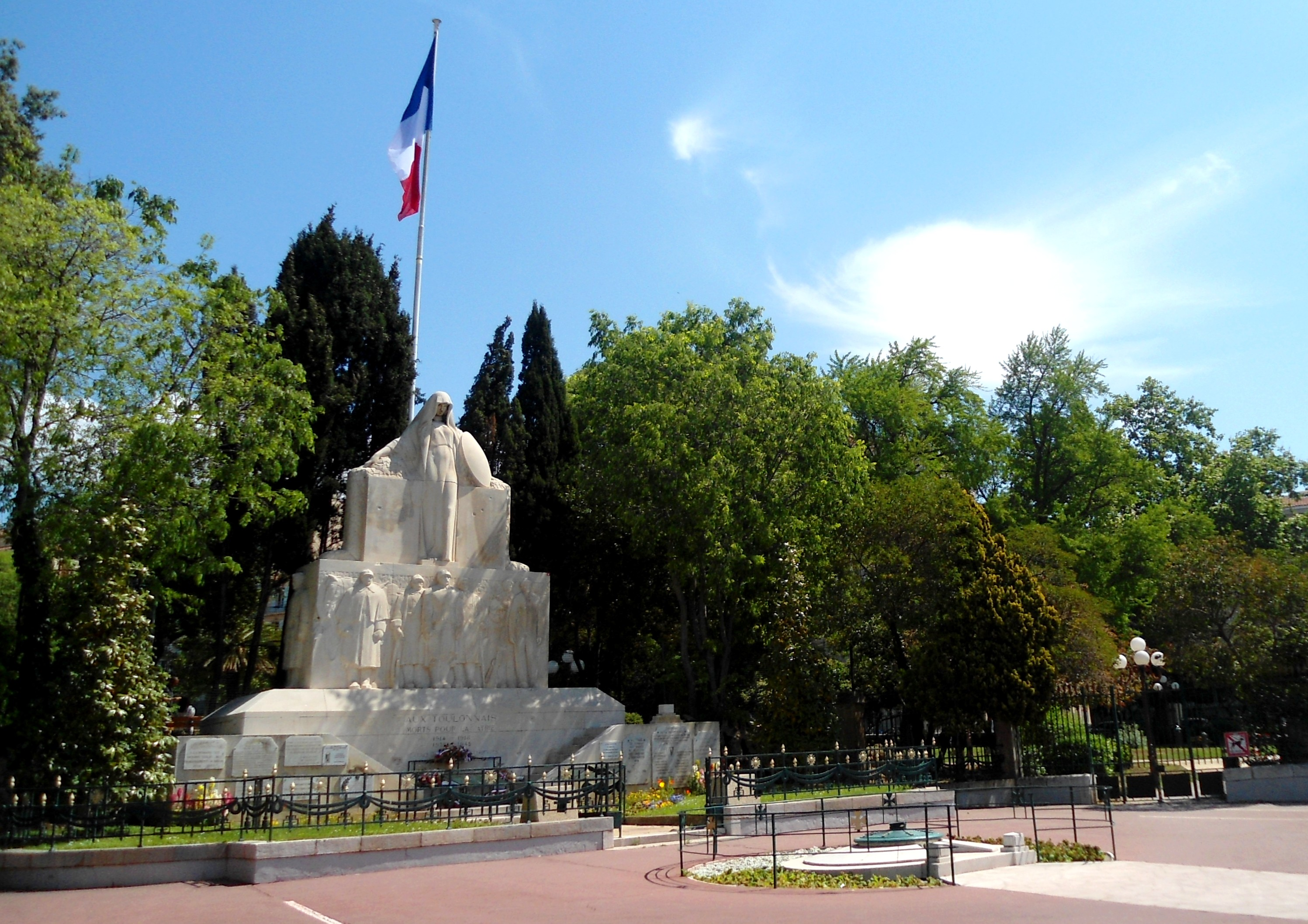
Monument aux morts de la Première Guerre mondiale, Toulon 2012

Sausse’ Werk beinhaltet Gedenkstätten für die Städte Enghien-les-Bains (Aux heros der Guerre mondial 1914–1918, 1922) und Toulon (Monument aux morts de la Première Guerre mondiale, 1925) sowie Büsten von Frédéric Mistral und Michel Maurice-Bokanowski. Daneben fertigte er Statuetten im Stil des Art déco, darunter:
- Figur Yéti portant sa captive, Terracotta
- Figur Idole assise, Terracotta
- Figur Demoiselle, Alabaster
- Büste Ludwig van Beethoven, Granit
- Bronzeguss Le Méhariste et sa femme, Susse Frères, 1920er Jahre
- Bronzeguss Guerrier oriental , 1920er Jahre
- Büste Félix Mayol